# Маркевичеве
Марке́вичеве — село Коноплянської сільської громади в Березівському районі Одеської області в Україні. Населення становить 677 осіб.

## Населення
Згідно з переписом УРСР 1989 року чисельність наявного населення села становила 732 особи, з яких 354 чоловіки та 378 жінок.
За переписом населення України 2001 року в селі мешкало 676 осіб.

### Мова
Розподіл населення за рідною мовою за даними перепису 2001 року:
| Мова       | Відсоток |
| ---------- | -------- |
| українська | 89,66 %  |
| молдовська | 3,99 %   |
| російська  | 3,25 %   |
| румунська  | 1,33 %   |
| гагаузька  | 0,89 %   |
| болгарська | 0,30 %   |
| інші       | 0,58 %   |